# باب (عنوان)
باب یا باب‌الله لقب و صفتی است که در برخی احادیث و ادعیه برای محمد و خاندانش به کار برده شده‌است. همچنین، افرادی از اصحاب برجسته امامان شیعیان نیز به خاطر ویژگی‌هایی به عنوان «باب» خوانده می‌شدند.
با توجه به این باور که به ائمه از طرف خدا الهام می شده است،  این شاگرد یا همان باب، دروازۀ ورود به علم باطنی امام بوده است.
در طول تاریخ و پس از غیبت کبری نیز عده‌ای مدعی سمت باب شده‌اند که همه مورد تأیید شیعیان قرار نگرفته‌اند.

## ریشه ها
اصطلاح باب در قرن نهم پدیدار شد وبه یکی از شاگردان ارشد یک امام گفته می شد که به عنوان نماینده تام الاختیار او عمل می کرد.اولین باب از این قبیل، سلمان فارسی از یاران محمد  بوده است. اما در ادبیات معمولا به گروه تند رو اول قرن هشتم اسماعیلیه نسبت داده میشود.

## باب الله
«باب‌الله» در برخی از احادیث و ادعیه اسلامی به عنوان صفت محمد، و دوازده امام شیعیان به کار گرفته شد. برخی معتقدند که واژه‌های دیگری مانند: صراط، «سبب»، «طریق» و «سبیل» تعبیرهای دیگری از باب‌الله هستند که برای ایشان به کار رفته‌اند.

محمد باقر در حدیثی به محمد، لقب «باب‌الله» و «سبیل‌الله» داده‌است.
علی نیز، در چند روایت به باب‌الله و باب الجنه خوانده شده‌است.
که فردوسی نیز آن را چنین به نظم درآورده‌است:
| که من باب علمم علیم در است |  | درست این سخن گفت پیغمبر است‌ |

دیگر امامان شیعه نیز در بعضی روایات «ابواب الله» خوانده شده‌اند بدین معنا که واسطه بین خدا و خلق‌اند. در حدیثی از علی بن حسین سجاد امام چهارم شیعیان، آمده‌است: «نحن ابواب اللّه و نحن الصراط المستقیم»
عده‌ای از مفسرین نیز مقصود از «ابواب» را در آیه «لَیْسَ البِرُّ بِاَنْ تَأتُوا الْبُیوتَ منْ ظُهُورِها وَلکِنَّ البِرَّ مَنِ اتَّقی و أْتُوا الْبیوتَ مِنْ اَبْوابِها» را ائمه شیعیان دانسته‌اند بدین مضمون که آن‌ها طریق و باب راه یافتن به مدینة علم پیامبرند.

## باب الائمه
در زمان امامان شیعیان، افرادی از صحابه به عنوان «باب» آنان معرفی شده‌اند. گویا این تعبیر در زمان آن‌ها رواج داشت، هرچند در سخنان خودشان و در کتاب‌های رجال از آنان با عنوان «باب» تعبیر نشده‌است اما مورخینی چون ابن شهر آشوب و ابن صباغ افرادی را به عنوان باب (یا بوّاب) بعضی از امامان معرفی کرده‌اند؛ سلمان را باب علی، سفینه را باب حسین بن علی، ابوخالد کابلی و یحیی بن امّ الطویل را باب سجاد نامیده‌اند.
در کتاب‌های سیره و تاریخ، نواب اربعه امام زمان در دوره غیبت صغری نیز باب خوانده شده‌اند. شیخ طبرسی از آنان به عنوان «الابواب المرضیون و السّفراء الممدوحون» نام می‌برد.
ابن اثیر دربارهٔ حسین بن روح نوبختی، یکی از نواب اربعه، می‌گوید که امامیه او را باب می‌نامیدند

## مدعیان بابیت

### در عصر حضوردوازده امام
علاوه بر صحابه در زمان امامان، کسانی خود را بدروغ باب امامان معرفی میکرده اند و به این سبب به تکذیب و نفرین امامان گرفتار شده‌اند؛ مثلاً کشی، از علی بن حسکه و قاسم یقطینی و محمّد بن فرات و ابن بابا نام برده که ضمن نشر افکار انحرافی، مدعی بابیت حسن عسکری و رضا بوده‌اند ولی امامان، آنان را بشدت انتقاد کرده‌اند و شیعیان را از تماس با ایشان بر حذر داشته‌اند.

همچنین حسین بن حمدان خصیبی (متوفی ۳۵۸) که به دلیل دفاع از غالیانی چون ابو الخطّاب و محمّد بن نصیر نُمیری مورد نکوهش شیعیان بوده‌است، در کتاب مهم خود الهدایة الکبری فی تاریخ الائمة، در عین حال که برای هر امام وکلایی را معرفی می‌کند که واسطة امام با شیعیان در کارهای مالی و غیر آن بوده‌اند، کسانی را نیز به عنوان «ابواب» نام می‌برد که «حاملان اسرار و علوم امامان» بوده‌اند.

اگرچه اینها قرینه‌هایی برای رواج تعبیر «باب» در زمان امامان شیعیان است، اما از مجموع به‌نظر می‌رسد که اگر چه تعبیر «باب» در برخی از کتب تراجم و مناقب و سِیَر امامان شیعه برای یاران نزدیک و خاص ایشان به کار رفته، ولی در کلمات خود آنها، و بعداً در عبارات محدّثان و رجالیان، از استعمال آن در جهت مثبت پرهیز می‌شده‌است؛ همچنانکه نواب اربعه را نیز عموماً «سفرا» و «وکلاء» می‌خوانده‌اند یا نمایندگان موسی کاظم به «قُوّام» یاد کرده‌اند.

در مقابل از کسانی چون نمیری و شلمغانی، به عنوان مدعیان «بابیت» نام برده‌اند. البته اصل وجود واسطه میان امام و شیعیان، چه در زمینة بیان احکام و معارف دینی و چه در امور مالی، از نظر علمای شیعه انکار نشده‌است.

### در عصر غیبت صغری
عموم شیعیان در ادعای سفارت و وکالت نواب اربعه هیچ تردیدی نداشتند و ایشان را مورد تأیید از امام خویش می‌دانستند، برخی از شیعیان نیز ایشان را باب امام نام برده‌اند. این نایبان، به‌نظر قاطع علمای شیعه تنها ۴ نفر ذیل هستند:
- ابو عمرو عثمان بن سعید عَمری
- ابو جعفر محمد بن عثمان بن سعید
- ابوالقاسم حسین بن روح نوبختی
- ابوالحسن علی بن محمد سمری

البته برخی براین باورند که ایشان لزوماً مرتبه علمی و فقاهتی نداشته‌اند و صرفاً وکیل امام در امور مالی و واسطه‌ای برای حل مشکلات شیعیان بدست شخص امام بوده‌اند.
گروهی نیز از همان آغاز غیبت، با ترفندهای ویژه ادعای بابیت و سفارت نمودند و پیروانی نیز در میان شیعیان یافتند. با وجود ارتباط غیرمستقیم با ناحیه مقدسه و توقیعات از حجت بن حسن و نامه‌های نواب خاص مبنی بر برائت و لعن مدعیان و حتی پیروان آن‌ها. بزودی کذب و افترای ادعای آنان بر جامعه شیعیان آشکار گردید. برخی از آن‌ها عبارتند از:
- ابومحمد شریعی؛ وی که از اصحاب حسن عسکری بود، نخستین شخصی است که بابیت را به مدعی گردید و این مقام را به خود نسبت داد.[۱۹]
- محمد بن نصیر نمیری؛ پایه‌گذار فرقه نصیریه که پس از ابومحمد شریعی ادعای بابیت نمود و از غلات است و حجت بن حسن او را لعن کرد[۲۰]
- ابوجعفر، محمد بن علی شلمغانی معروف به ابن ابی العزاقر از مدعیان بابیت[۲۱]
- ابوبکر، محمد بن احمد بن عثمان بغدادی، برادرزاده ابوجعفر محمد بن عثمان سفیر دوم حجت بن حسن از مدعیان بابیت[۲۲]

### در عصر غیبت کبری
- عباس فاطمی؛ در اواخر قرن هفتم می‌زیسته ادعای بابیت خاصه و مهدویت نمود. وی دارای پیروانی بوده و دولتی تشکیل داد و شهر فارس را تصرف کرد و در پایان به قتل رسید و دولت وی منقرض شد.[۲۳]
- محمد نوربخش، رئیس و مؤسس فرقه نوربخشیه (۷۹۵–۸۹۶ هجری فمری)؛ در سال ۸۲۶ (قمری) مدّعی نیابت و باب امام شد و سپس مهدویت خود را اعلام نمود.
- سید علی‌محمد شیرازی بنیانگذار دین بابیه (بیانی).